# 今庄365スキー場
今庄365スキー場（いまじょうさんろくごスキーじょう）は、福井県南条郡南越前町にあるスキー場である。

## 概要
ゲレンデは鉢伏山東麓にあり、下部は初心、初級者向きで、上部は中上級者向き。人工降雪機も導入している。
全8コースが設定されており、第1ペアリフト、第2クワッド、第3ペアリフト、第4ペアリフトの設備がある。
スノーボードはシーズン前期はナイターのみ可能で、後期は全日滑走可能という方針をとっていたが、2016年のシーズンより全日解禁（チャレンジコースのみスキーヤーオンリー）となった。
新型コロナウイルス禍の影響から2020年度と2021年度は営業せず、2022年度も再開予定だったが大雨被害により周辺の町道などが損傷し営業を見送った。2023年度に4季ぶりに営業を再開する方針が発表されたが、4つのリフトのうち第1ペアリフトのみ運行するとしている。

## 沿革
- 1990年（平成2年）：今庄町（当時）により町営スキー場として開業。
- 2005年（平成17年）：今庄町・南条町・河野村が合併して南越前町となったのを機に南越前町公共施設管理公社に運営を移管[8]。
- 2012年（平成24年）：このころは最盛期の半分以下の入込客数にとどまり赤字経営となっており、南越前町は指定管理者制での民間委託を模索[8]。
- 2016年（平成28年）：マックアースが指定管理者となる[9][10][5]。
- 2020年（令和2年）：マックアースが2年連続の暖冬による来場者の大幅減などを理由に契約期間を1年残し2019-2020シーズン限りで撤退した[11][注 1]。新たな管理者は2020年3月時点では未定であった[14]。
  - その後、再び南越前町公共施設管理公社が指定管理者となったが、2020-2021シーズンは新型コロナウイルスの流行を理由に営業を見送った[15][16][17]。
- 2021年（令和3年）：8月、2021-2022シーズンも新型コロナウイルスの流行を理由に営業を見送ることが決まった[18][19]。
- 2022年（令和4年）：同年8月に発生した集中豪雨によりスキー場や温泉施設の排水設備などに甚大な被害が発生し、11月に2022-2023シーズンの営業中止を発表した[20][21]。

## アクセス

### 自動車
- 北陸自動車道
  - 敦賀ICまたは今庄ICより約20分。

注記
- 冬季は栃ノ木峠（国道365号）の福井県側が通行止めとなる[22]。

### 公共交通機関
- JR西日本敦賀駅またはハピラインふくい今庄駅より直行バス（土曜・日曜・祝日・年末年始のみ）。